# Tomorrnitsa
Tomorrnitsa, également connue sous les noms bulgares Koprinista et Pronista, est une ancienne forteresse et une forteresse bulgare ex post facto. C'est la dernière source de résistance avant la domination byzantine sur les terres bulgares.
Les ruines sont situées près de la ville albanaise actuelle de Berat, sur les pentes nord-ouest du mont Tomorr.
La forteresse remonte à l'époque romaine et s'est élevée sur une plate-forme rocheuse escarpée de 50 mètres et n'est accessible que par un chemin étroit. Les murs de l'acropole diffèrent entre les pierres et il existe plusieurs couches archéologiques. L'acropole mesurait 210 mètres de long, ses murs étaient épais de 1,3 mètre et avait la forme d'un trapèze irrégulier.
La position de la forteresse est la clé du contrôle de la via Egnatia. Elle dominait le système défensif de la région, qui comprenait 8 petites fortifications, et avec le château de Berat, le nombre de fortifications s'élevait à 10.
Dans cette forteresse, le 15 août 1018, le voïvode-duc Ibatzès est insidieusement aveuglé après un siège infructueux de 55 jours — l'aveuglement est l'œuvre d'Eustathe Daphnomèle.
La forteresse avait sa propre source d'eau autonome et un réservoir pour 100 000 litres d'eau. Malheureusement, aucune fouille archéologique sérieuse n'a été effectuée sur le site et les informations à son sujet proviennent uniquement de sources écrites.